# Kastell Constantia

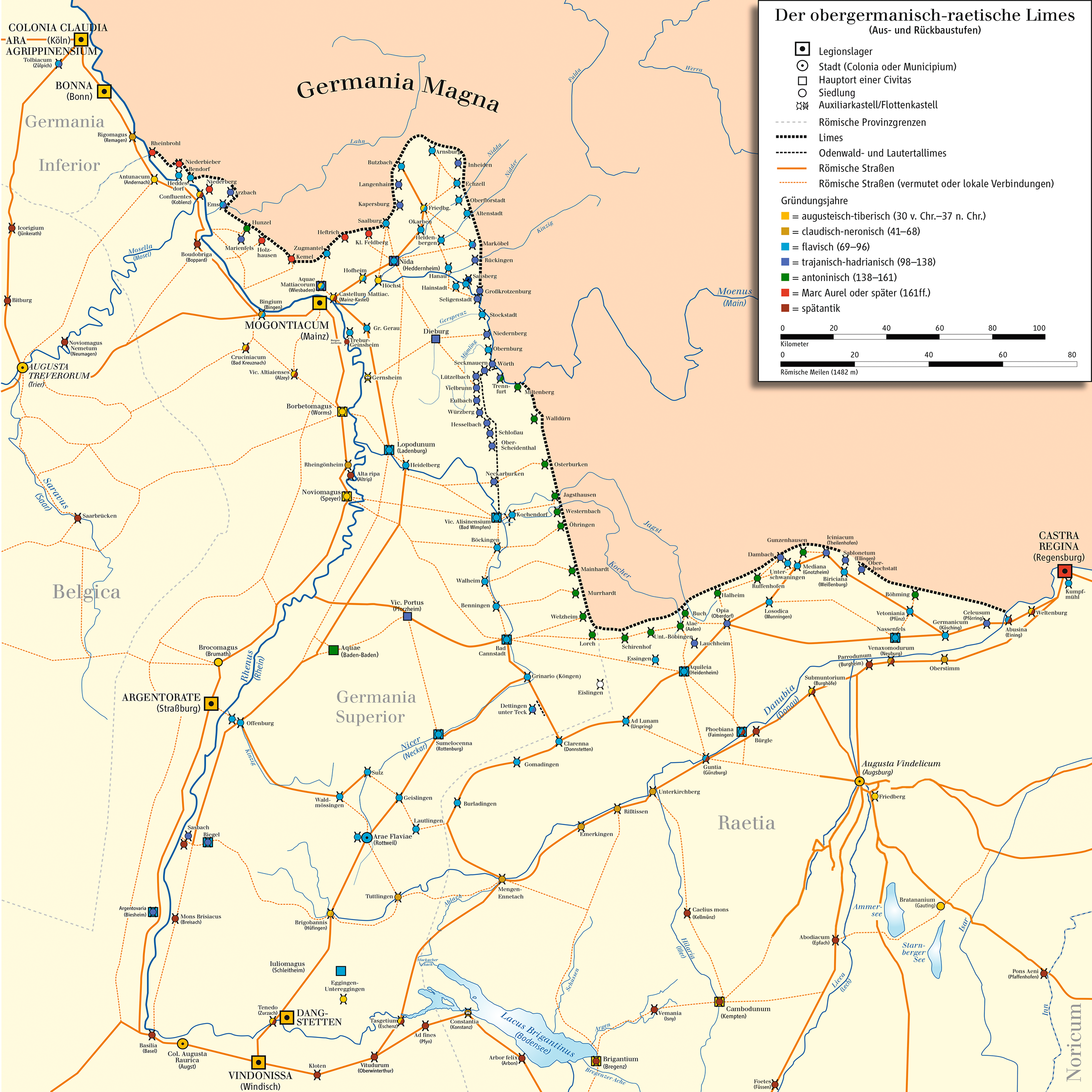
Lage des Kastells am DIRL (Rheinlinie)

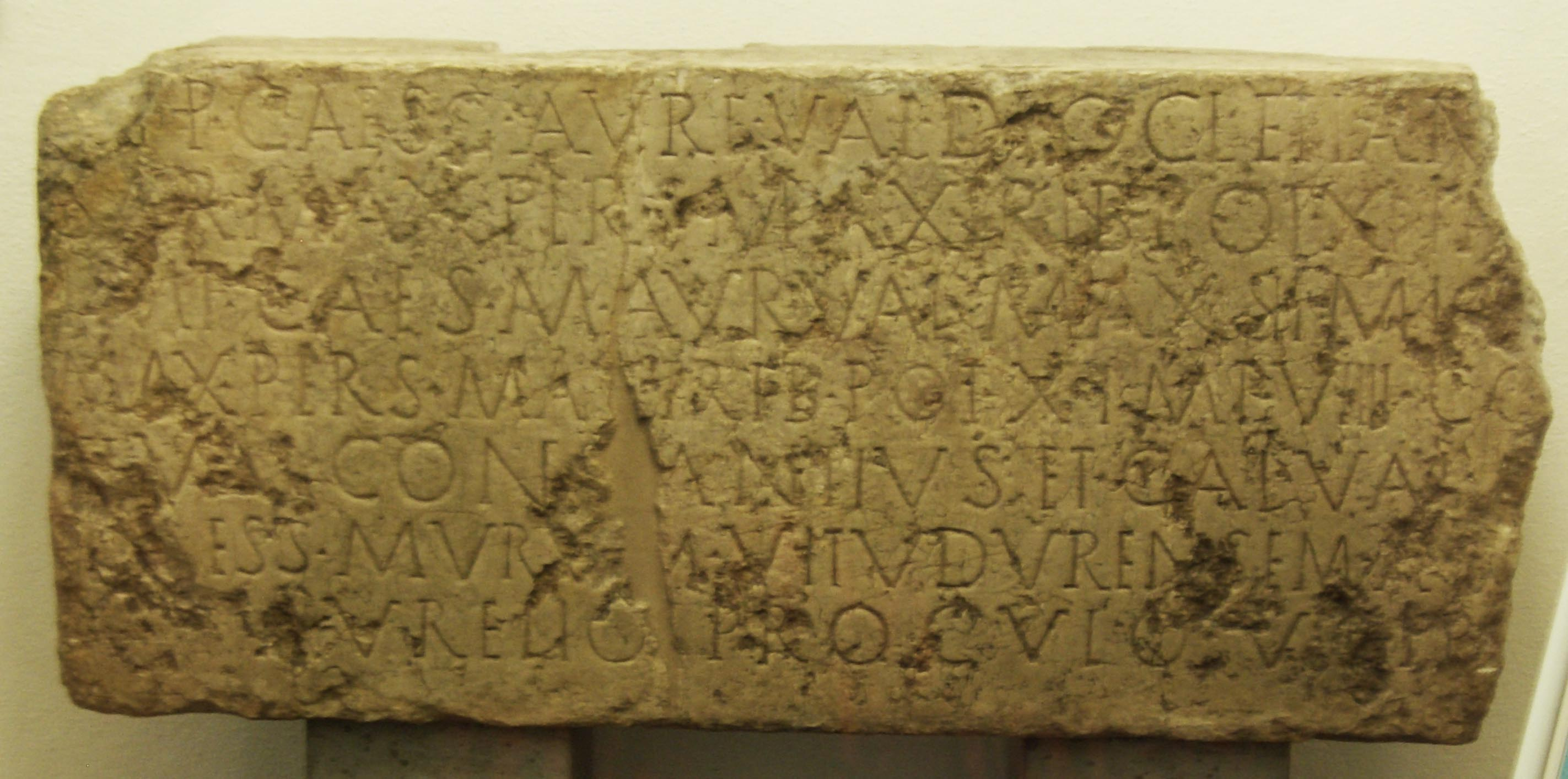
Inschriftentafel aus der Mauritiusrotunde (Rathaus Winterthur)

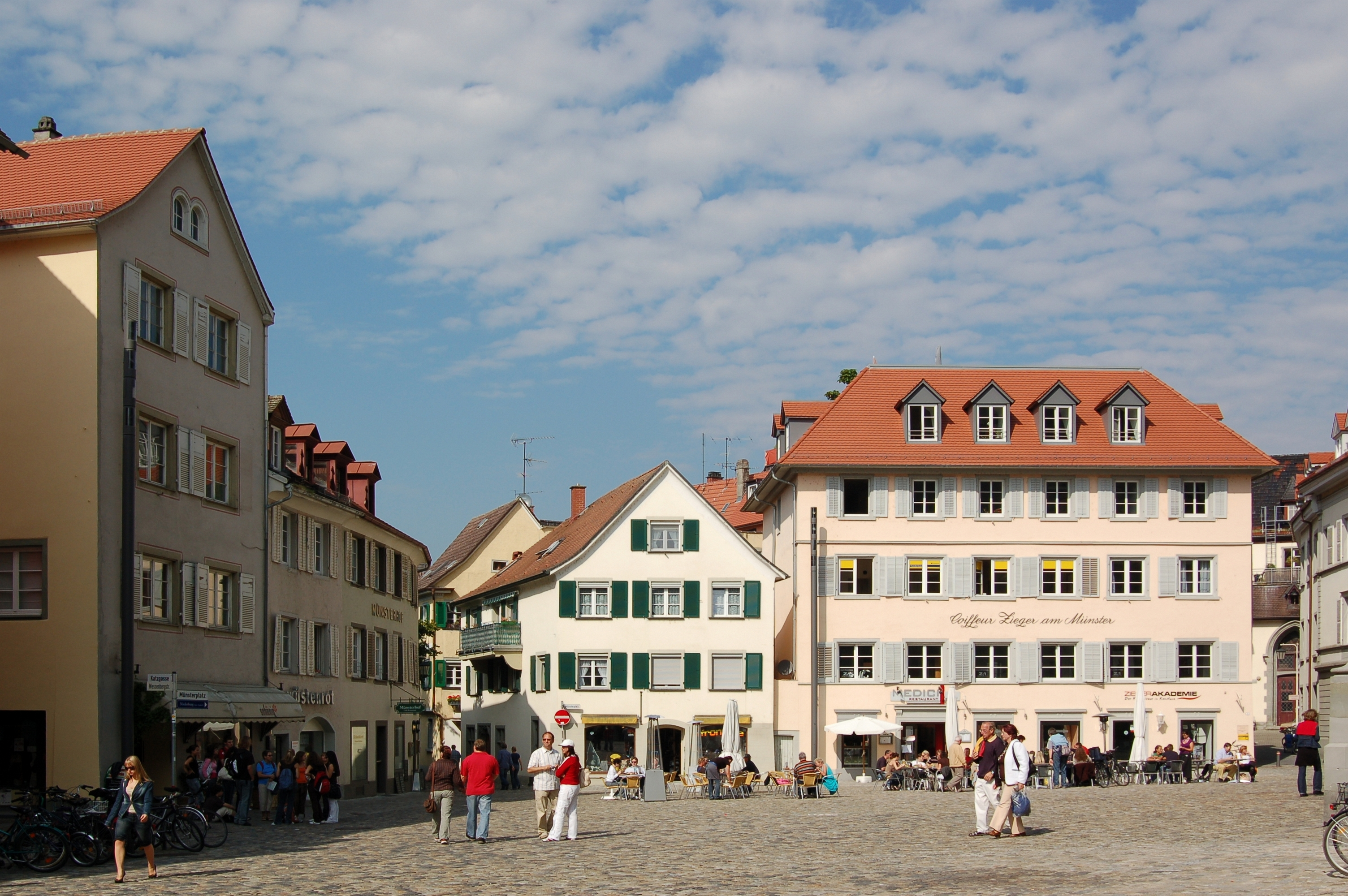
Münsterplatz in Konstanz

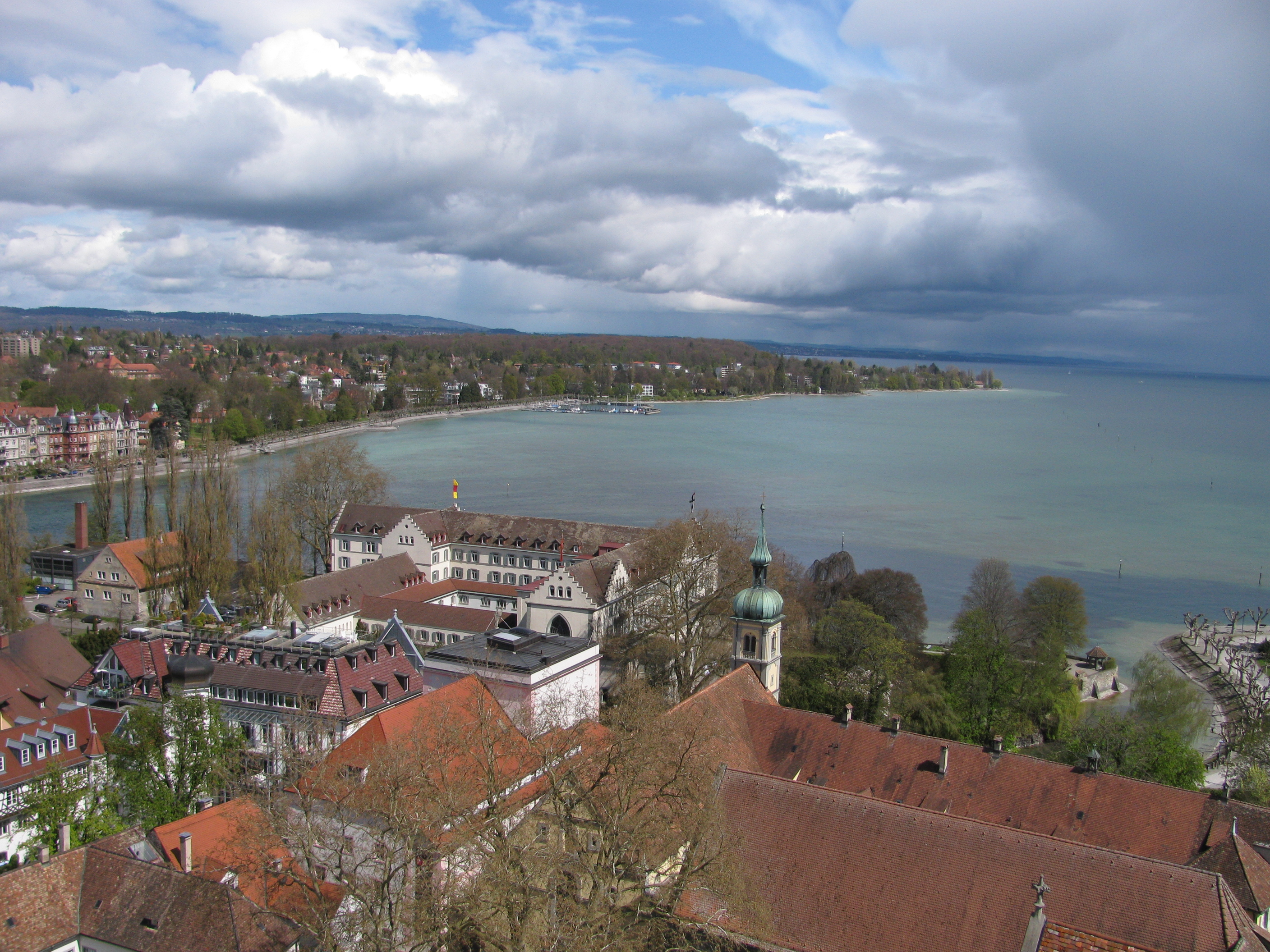
Blick von der Altstadt auf die Konstanzer Bucht

Constantia ist der Sammelbegriff für ein spätrömisches Grenzkastell des Donau-Iller-Rhein-Limes sowie für eine hochkaiserzeitliche und spätantike Zivilsiedlung. Sie befinden sich auf dem Stadtgebiet von Konstanz, Landkreis Konstanz, Bundesland Baden-Württemberg in Deutschland.
Die ältesten Siedlungsspuren gehen bis in die jüngere Steinzeit zurück. Aus dem 1. Jahrhundert v. Chr. ist die Existenz einer keltischen Siedlung bekannt, vom 1. bis 3. Jahrhundert n. Chr. errichteten die Römer auf dem heutigen Münsterhügel mehrere Kastelle zur Kontrolle des Rheinübergangs. Das spätere Konstanz lag im Schnittpunkt mehrerer Straßen nach Oberitalien, Gallien und in den Osten des römischen Reiches und avancierte zu einem wichtigen Handelsplatz. Dort verfügte auch die römische Bodenseeflotte über einen Stützpunkt. Grabungen in den frühen 2000er Jahren führten schließlich zur Entdeckung eines – hier schon seit langem vermuteten – spätrömischen Grenzkastells des 4. Jahrhunderts n. Chr. Es belegte, dass Konstanz nicht erst seit dem Mittelalter als Bischofssitz, sondern offensichtlich schon in der Spätantike ein bedeutender Ort war. Vergleichbare Kastelle standen im benachbarten Stein am Rhein und Arbon (Schweiz). Aus dem römischen Militärlager entwickelte sich im Frühmittelalter die heutige Stadt, die ihren antiken Namen, der wahrscheinlich auf Kaiser Constantius I. (293 bis 306) zurückgeht, bis heute beibehalten hat.

## Lage
Das spätrömische Kastell von Konstanz stand in verkehrsgünstiger Lage am Südufer des Bodensees (Lacus Constantinus), im Mündungsbereich des Obersees in den Seerhein. Aller Wahrscheinlichkeit nach überwachte es eine Straßenbrücke über den Seerhein und verfügte wohl auch über einen Brückenkopf auf dem rechten Ufer. Überragt wird es von einer rund fünf bis sieben Meter über dem Wasserspiegel aufragenden Moränenaufschüttung, dem Münsterhügel, der höchsten Erhebung im heutigen Konstanzer Stadtgebiet am Konstanzer Trichter, wo der Rhein den Bodensee verlässt. Das Voralpenland und die Gegend um die Rheinmündung ließen sich von hier aus gut überblicken. Anders als heute bildete dieser Hügel in der Antike eine schmale, nur von Süden zugängliche Landzunge, die von Wasserflächen und im Westen von Sümpfen umgeben war. Erst im Zuge hochmittelalterlicher und neuzeitlicher Siedlungstätigkeit wuchs die bebaubare Fläche durch Aufschüttungen. Constantia war Teil des spätantiken Limes der Provinz Raetia. Im Zuge der diokletianischen Reichsreformen 297 n. Chr. wurde es der neugebildeten Provinz Raetia prima zugeschlagen.

## Name
Römische Siedlungsspuren finden sich schon seit dem 1. Jahrhundert in Konstanz. Wie die Siedlung am Münsterhügel damals genannt wurde, ist nicht bekannt. In der Geographike Hyphegesis des Claudius Ptolemaeus (um 160 n. Chr.) wird aber eine Siedlung namens Drusomagus (= großer Eichenwald) erwähnt (Ptolem. Geogr. 2,12,3), die eine Forschergruppe im Jahr 2010 als das heutige Konstanz identifiziert haben will. Die Lokalisierung von Drusomagus ist allerdings noch umstritten; ob sich der neue Ansatz durchsetzen wird, bleibt abzuwarten.
Die erste gesicherte schriftlich überlieferte Erwähnung des Ortsnamens Constantia stammt aus der Zeit um 525 und findet sich im – auf Latein verfassten – Reisehandbuch des Ostgoten Anarid. Er scheint vielleicht auch schon auf einer römischen Straßenkarte (Tabula Peutingeriana) des 4./5. Jahrhunderts auf, und der Geograph von Ravenna erwähnt in seiner Cosmographia, entstanden um 700, eine civitas Constantia. In der rätischen Truppenliste der Notitia Dignitatum, einer der wichtigsten Quellen für das frühe 5. Jahrhundert, wird einer der beiden Stützpunkte der römischen Bodenseeflottille allerdings als Confluentibus bezeichnet. Aufgrund des Kontextes geht man aber davon aus, dass damit nicht Koblenz, sondern Konstanz gemeint ist. Möglicherweise war Confluentes der frühere Name der Siedlung, bevor sie umbenannt wurde.

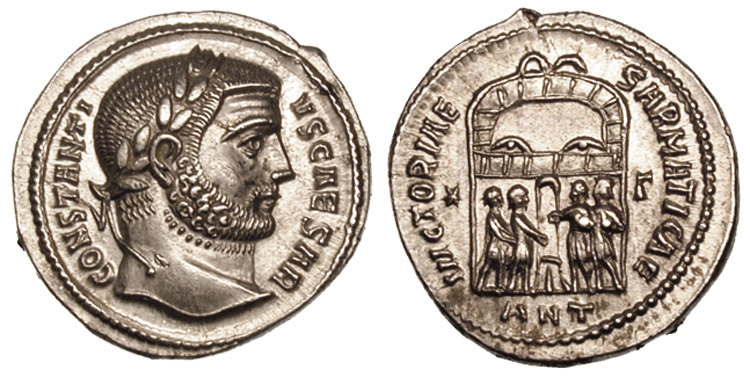
Auf der Rückseite dieses unter Kaiser Constantius I. geprägten Argenteus werden die vier Tetrarchen in einer Opferszene dargestellt

Die spätantike Festungsanlage scheint einige Bedeutung gehabt zu haben, da sie offensichtlich nach einem der Kaiser der konstantinischen Dynastie benannt wurde. Hierfür in Frage kommt am ehesten Constantius I. (293 bis 306), der um das Jahr 300 einige Siege über die Alamannen errungen und den Limes des Imperium Romanum an Rhein und Donau wieder stabilisiert hatte. Um diese Zeit wurden am Rhein mehrere Kastelle angelegt, darunter das benachbarte Kastell Eschenz. Nach Ansicht anderer Forscher trägt Konstanz den Namen seines Enkels, Kaiser Constantius II. (337 bis 361), der 354 und 355 am Rhein und in der Raetia ebenfalls gegen die Alamannen vorging und sich deswegen vermutlich auch einige Zeit in Konstanz aufhielt. Der Ort könnte aus diesem Anlass seither seinen Namen tragen.

## Forschungsgeschichte
Im Jahr 1414 bemerkte der italienische Humanist Leonardo Bruni während seines Besuches des Konzils von Konstanz eine in der Mauritiusrotunde eingemauerte römische Inschriftentafel. Anhand ihres Textes nahm man von Alters her an, dass die Stadt Konstanz nach Constantius Chlorus, dem Vater Kaiser Konstantins des Großen benannt worden sei, davor aber als Vitudura bekannt war. Es handelte sich jedoch in Wahrheit um eine Bauinschrift, die von der Errichtung der Umwehrung von Vitudurum (Oberwinterthur, CH) im Jahr 294 n. Chr. berichtet. Der in zwei Teile zerbrochene Stein war im frühen Mittelalter nach Konstanz verbracht und dabei so zusammengesetzt worden, dass der darin genannte Imperator „[CON]ST[ANTIVS]“ mehr in das Zentrum des Textes rückte. Auch Bruni saß demselben Irrtum auf, der die Konstanzer Bürger veranlasste, die Inschrift mit ihrer Stadt in Verbindung zu bringen und daher als vermeintliche „Gründungsurkunde“ am Münsterplatz zu platzieren.
Erste Bodenuntersuchungen wurden vom Apotheker Ludwig Leiner und dem Geschichtsstudenten Konrad Beyerle zwischen 1872 und 1898 durchgeführt. Damals wurden auf dem Münsterplatz die Umfassungsmauern des Kastells aufgedeckt und später wieder zugeschüttet. Seit 1882, als Ludwig Leiner die römischen Bodenfunde nach seinen Beobachtungen zusammenfassend veröffentlichte, kam die archäologische Erforschung des römischen und frühmittelalterlichen Constantia nur sehr langsam voran. Zwei wissenschaftliche Ausgrabungen wurden im Gelände um das Münster vorgenommen, auf dem von Leiner die römische Besiedlung nachgewiesen worden war.
Paul Revellio, der Ausgräber des römischen Kastells Hüfingen, übernahm im Jahre 1931 im Auftrag der Badischen Denkmalbehörde in Karlsruhe zeitweilig die Leitung einer von Alfons Beck begonnenen Untersuchung am südlichen Münsterhügel. Gerhard Bersu, Direktor der Römisch-Germanischen Kommission in Frankfurt, legte 1957 auf dem nördlichen Münsterplatz zwei Grabungsschnitte an. Aufgrund der Menge und des Charakters der spätrömischen Straten an der südlichen Kreuzgangmauer vermutete er – wie man heute weiß, zurecht –, dass sich in der Gegend des Münsterhügels ein spätrömisches Kastell befunden habe. Zwischen 1930 und 1960 nahm sich der Lehrer Alfons Beck der archäologischen Hinterlassenschaften der Stadt an. In den 1960er Jahren stieß man bei kommunalen Grabungsarbeiten auf dem Münsterplatz wieder auf Spuren des Kastells. Anstatt nun eine archäologische Ausgrabung durchzuführen, wurden die Wasserleitungen um die Fundstelle herum gelegt. Dies hatte allerdings den Vorteil, dass dieses Bodendenkmal später mit deutlich verbesserten Techniken untersucht werden könnte.
Ab den 1970er-Jahren fungierte Hans Stather als ehrenamtlicher Mitarbeiter des Landesdenkmalamtes Baden-Württemberg. 1974–1975 überwachten Wolfgang Erdmann und Alfons Zettler, im Zusammenhang mit der Renovierung der Krypta unter dem Konstanzer Münster, im Auftrag des Landesdenkmalamtes Baden-Württemberg archäologisch eine Baumaßnahme am südlichen Münsterhügel. Hans Stather bezweifelte die Existenz eines Kastells und ging noch von der alternativen Möglichkeit eines ummauerten Vicus, einer Kleinfestung oder eines Burgus zur Sicherung eines Hafens aus.
Die archäologische Fachwelt nahm von Konstanz bis 1983 wegen ausbleibender Neuigkeiten kaum Notiz. In diesem Jahr wurde im Rahmen eines groß angelegten Stadtsanierungsprogrammes die archäologische Erforschung der Stadtgeschichte von Konstanz zu einem Schwerpunktprogramm des Landesdenkmalamtes. Mit der wissenschaftlichen Leitung wurde Judith Oexle betreut. Nach ihrem Weggang, 1993, ging die wissenschaftliche Leitung der Grabungen auf Marianne Dumitrache über, ab 1999 an Ralph Röber. Diese Untersuchungen erbrachten auch einige neue Erkenntnisse zur keltischen und römischen Epoche der Stadt ans Tageslicht.
Die Reste der spätrömischen Festungsanlage aus dem 4. Jahrhundert wurden dann von 2003 bis 2004 am Münsterplatz ergraben. Seither besteht an der Existenz der spätantiken Festung kein Zweifel mehr. In diesem Jahr nahmen die Pläne der Stadtverwaltung, den nördlichen Münsterplatz völlig neu zu gestalten, konkrete Formen an. Die Bodeneingriffe auf einer Fläche von rund 6000 m² in einer hochinteressanten archäologischen Zone machten eine großangelegte Ausgrabung möglich und notwendig, die vom Landesdenkmalamt Baden-Württemberg begleitet wurden. Die Grabungen dauerten bis Ende Dezember 2004 und erbrachten wichtige Ergebnisse zur römischen Geschichte von Konstanz. Insgesamt konnten an die 400.000 Kleinfunde geborgen werden, meist Keramikfragmente. Im Anschluss an die Grabungen wurden die Mauerreste des spätantiken Turmfundaments, Gräben und ein Brunnen archäologisch untersucht und entsprechend konserviert.
Spektakulär waren die Entdeckung bzw. Bestätigung des (unerwartet großen) spätrömischen Kastells und die gute Erhaltung der Baubefunde seiner (nur in kleinen Teilen aufgedeckten) Umwehrung und Innenbebauung. Aufschlussreich waren auch die Erkenntnisse über die frühe römische Militäranlage und das bereits vor der Grabung bekannte Gräberfeld auf dem Münsterhügel. 2005 bis 2007 wurden die ersten Ergebnisse im Rahmen der Wanderausstellung „Im Schutze mächtiger Mauern. Spätrömische Kastelle im Bodenseeraum“ der breiten Öffentlichkeit vorgestellt.
Ein Teil der Kleinfunde aus spätrömischer Zeit, die Rädchensigillata, ist bereits von Wolfgang Hübener bearbeitet worden. Sie stammt aus Lavoye und ist in der Zeit von etwa 330–360 n. Chr. hergestellt worden. Diese späte Art der Terra sigillata belegt die römische Präsenz auf dem Münsterhügel in dieser Zeit.

## Entwicklung

### 1. vorchristliches bis 2. Jahrhundert n.Chr.
Um 58 v. Chr. erkannten nach den Kelten auch die Römer die günstige Lage der schmalen Landzunge am südlichen Bodenseeufer. Ihre Armee legte dort wohl eine Abzweigung der großen Heerstraße von Ad Fines (Pfyn) nach Arbor Felix oder Arbona (Arbon) gegen Konstanz und über den Rhein an. Diesen Übergang schützten sie durch ein kleines Kastell, das sie über einer zerstörten keltischen Siedlung errichteten. Es diente womöglich auch als Flottenstützpunkt, denn ab 15 v. Chr. ist eine römische Flottille auf dem Bodensee überliefert. Neben strategischen Gründen sprachen gute klimatische Bedingungen (Bodenseeklima) und die sehr fruchtbaren Böden der Region für die Errichtung dieses Stützpunktes. Am Münsterhügel entstand (Vicus) wohl um 20 n. Chr., in der Regierungszeit des Tiberius, eine kleine zivile Siedlung (vicus). Die Befunde der Grabungen auf dem nördlichen Münsterplatz (darunter das Randfragment einer in diese Zeit datierende Terra-Sigillata-Tasse aus der Johanneskirche) lassen vermuten, dass der Münsterhügel schon ab dem Beginn der römischen Okkupation des Voralpenlandes militärisch genutzt. Die römischen Truppen wurden aber vielleicht schon unter Kaiser Claudius (41 bis 54) wieder abgezogen. Aus dieser Zeit fehlen bisher Belege für eine Militärpräsenz in Konstanz und die Grenze verlief damals schon einige Kilometer weiter nördlich, an der Donau.

### 3. bis 4. Jahrhundert
Im Verlauf des 3. Jahrhunderts vollzogen sich im Römischen Reich gravierende Veränderungen, die auch das Militär betrafen. Aufgrund des verstärkten Drucks, dem sich Rom im Norden und Osten (vgl. Sassaniden) ausgesetzt sah, und vor dem Hintergrund innerer Wirren wurde die Grenzsicherung reformiert und reduziert. Viele der älteren limites, die weniger für die Abwehr größerer Attacken gedacht waren, sondern eher der Überwachung des Grenzverkehrs dienten, wurden aufgegeben bzw. mussten aufgegeben werden, weil die Truppen dort nicht mehr bezahlt werden konnten. Stattdessen zog man sich an leichter zu verteidigende Grenzen, bevorzugt Flüsse, zurück. Durch Alamanneneinfälle in den Jahren 213 und 233 sowie eine anhaltende Wirtschaftskrise wurde die römische Herrschaft im Dekumatland nachhaltig erschüttert. Weitere Alemanneneinfälle und ein Bürgerkrieg im Jahr 260 führten zum endgültigen Verlust des Dekumatlandes im Jahre 259/60 (Limesfall). Nun verlegten die Römer den Obergermanisch-Raetischen Limes ab 260 n. Chr. an die Ufer der Donau, Iller und Rhein zurück. Der neu geschaffene Donau-Iller-Rhein-Limes, der aus einer Kette von Kastellen bestand, sollte die neue Nordgrenze besser gegen Plünderer schützen und weniger Truppen binden. Die Bezeichnung Donau-Iller-Rhein-Limes ist allerdings ahistorisch, weil die Römer mit dem Wort limes nur Landgrenzen bezeichnet haben, eine Flussgrenze wurde ripa („Ufer“) genannt.
Im 3. und frühen 4. nachchristlichen Jahrhundert wurden auf dem Münsterhügel nacheinander mehrere Verteidigungsanlagen erbaut. Die Verstorbenen des Kastells wurden wohl in einem Gräberfeld entlang der Wessenberg- und der Hussenstraße bestattet. Da das unweit von Konstanz beim heutigen Stein am Rhein gelegene Kastell Tasgetium durch eine Bauinschrift auf die Zeit zwischen 293 und 305 datierbar ist, spricht vieles dafür, dass auch das Lager von Constantia um diese Zeit errichtet wurde. Zu dieser Datierung passt eine bei der Grabung auf dem Münsterplatz geborgene Zwiebelknopffibel, wie sie zwischen 290 und 320 n. Chr. in Gebrauch war. Offenbar expandierte unter dem Schutz der Festung auch wieder eine größere Zivilsiedlung. Die letzte Bauphase der spätantiken Festung Constantia, war wohl Bestandteil des Bauprogramms unter Kaiser Constantius II., der um 350 den Grenzabschnitt an Bodensee und Rhein gegen germanische Eindringlinge weiter verstärkte. Sie diente zur Grenzüberwachung sowie zum Schutz des Rheintals und südlichen Bodenseeraums gegen plündernde Alamannen, in deren im Jahre 260 eroberten Gebiet auch einige alamannische Höhensiedlungen lagen. Constantia diente dabei wohl primär der Kontrolle des Rheinübergangs.
Vermutlich hielt sich 378 noch einmal ein römischer Kaiser, Gratian, in Constantia auf, als er über die Straße am Südufer des Bodensees nach Osten zog, um dem Regenten des Ostens, Valens, in seinem Abwehrkampf gegen die Ostgoten (Greutungen) beizustehen. Nach Ausweis der Münzfunde hat Constantia bis mindestens Ende des 4. Jahrhunderts n. Chr. dem römischen Militär als Grenzfeste und Flottenstützpunkt gedient; wahrscheinlich wurde das Kastell aber erst im mittereln oder gar späteren 5. Jahrhundert aufgegeben, als sich das Weströmische Reich auflöste.

### 5. und 6. Jahrhundert
Der Abzug eines Teils der römischen Grenztruppen (limitanei), der ab 402 n. Chr., auf Befehl des weströmischen Regenten Stilicho, einsetzte, bedeutete noch nicht die völlige Räumung der Festungen. Alle Kastelle im Bodenseeraum blieben noch bis Mitte des 5. Jahrhunderts von kleineren Kontingenten der regulären Armee besetzt. Dann löste sich die römische Herrschaft in dieser Region rasch auf, vor allem wegen ausbleibender Soldzahlungen. Die ehemaligen Militärlager mit ihrer gut ausgebauten Infrastruktur wurden dennoch weiter benutzt; sie boten der Zivilbevölkerung in unruhigen Zeiten noch einen gewissen Schutz. Die bislang letzten bekannt gewordenen antiken Münzen in Konstanz wurden um das Jahr 408 n. Chr. unter Kaiser Arcadius geschlagen. Nur einzelne Funde und Gräber zeugen von einer Weiterbesiedlung über das Ende der römischen Besatzung hinaus. Schon bald entstanden innerhalb der Kastellmauern die ersten christlichen Kirchen, wie z. B. in Arbon (noch in römischer Zeit), Stein am Rhein, Pfyn und Oberwinterthur. Auch ein Vorgängerbau des Konstanzer Münsters scheint innerhalb des Kastells errichtet worden zu sein. Die genaue Entstehungszeit dieser Kirchen ist unklar, für einen Beginn bereits im 4. Jahrhundert spricht der Umstand, dass das Christentum im römischen Reich damals schon weit verbreitet und ab dem Jahre 380 sogar Staatsreligion war. Und so können diese Militäranlagen als Keimzellen der mittelalterlichen Bodensee-Kultur angesehen werden, auch wenn im Einzelnen nicht klar ist, ob das Christentum in diesen Städten sich in der zweiten Hälfte des 5. und im 6. Jahrhundert gehalten hat.
Nach der Auflösung des Weströmischen Reiches gelangte die Provinz Raetia prima, und damit auch Konstanz, unter die Herrschaft des neuen Machthabers in Italien, Odoaker. Nach dessen Tod 493 fiel sie an das Ostgotenreich und wurde noch bis 536 von Ravenna aus regiert. 537 musste der ostgotische König Witiges die Provinz an den Frankenkönig Theudebert I. abtreten, als Kompensation für dessen Unterstützung im Krieg gegen das Oströmische Reich (Gotenkrieg (535–554)). Damit wurde auch die Region um Konstanz Teil des aufstrebenden Reichs der Merowinger.

### Nachrömische Zeit
Der Kern der vom Geographen von Ravenna erwähnte Civitas Constantia war wohl das spätrömische Kastell. Seine Mauern schützten auch die erste dort errichtete Bischofskirche. Ein Handelsposten lag etwas nördlich davon, wie diverse Bodenfunde gezeigt haben. Vermutlich im Jahre 590 verlegte der Bischof Maximus einer Inschrift zufolge seinen Amtssitz aus Vindonissa (Windisch) nach Konstanz. Die Völkerwanderung war zu diesem Zeitpunkt schon abgeebbt, womöglich hing die Sitzverlegung mit der nun beginnenden, intensiven Mission der im heutigen Baden-Württemberg ansässigen Alamannen zusammen. Aber auch ein anderer Amtsinhaber, Cromatius, wurde zuerst als Bischof von Windisch und etwas später als Bischof von Konstanz bezeichnet. Bischofsresidenzen wurden damals bevorzugt in volkreichen Städten oder in bereits bestehenden, größeren und bedeutenden Siedlungen errichtet. Der Münsterhügel und die vom Süden auf das Kastell zulaufende Straße gaben den Rahmen für die frühmittelalterliche Siedlung vor. Wohl um diese Zeit wurde innerhalb, teils auch auf den Fundamenten der spätantiken Festung, ein früher Vorgängerbau des heutigen Münsters errichtet.
Einige Anhaltspunkte, wie lange die Umwehrung des Kastells bestanden hat, ließen sich aus den letzten Ausgrabungen gewinnen. Über den spätantiken Befunden wurde ein ausgedehntes Gräberfeld festgestellt, das schon kurz nach der Gründung des Bistums angelegt worden sein dürfte. In Schriftquellen wird es 1230 erstmals erwähnt. Hier wurden Angehörige der niederen Geistlichkeit bestattet sowie die Bediensteten des Bischofs und des Domkapitels nebst ihren Angehörigen. Zwei Fragmente der aufgehenden Kastellmauer, die bei ihrem Abriss abgestürzt und nicht mehr entfernt worden waren, fanden sich nicht auf dem spätantiken Bodenniveau, sondern auf dem frühmittelalterlichen Gräberfeldhorizont. Offenbar wurde die Kastellruine an dieser Stelle erst beseitigt, als der Friedhof bereits bestand. Mit der Planierung des Friedhofs wurde das Gelände für die erste Vergrößerung des Münsters in der Karolingerzeit vorbereitet – eine Maßnahme, für die u. a. auch weitere Teile der antiken Befestigung abgebrochen wurden. Sie dürfte wohl – wie so oft bei antiken Wehranlagen – als Steinbruch für den Kirchenausbau gedient haben. Von dieser Kirche ist nur noch die Krypta erhalten, die auf das späte 8. oder 1. Hälfte des 9. Jahrhunderts datiert wird. Ob zu dieser Zeit schon sämtliche Mauern des Kastells beseitigt wurden, ist unklar. Auf der Parzelle Gerichtsgasse 12 fand sich im nördlichen Vorfeld der spätantiken Festung eine sich nach Norden ziehende mittelalterliche Wehrmauer, womöglich aus der Zeit von Bischof Salomon III. (890–916 n. Chr.). Die Anlage dieser Befestigung hätte aber nur Sinn gehabt, wenn die Mauer an der Nordfront des römischen Kastells nicht mehr bestand oder in dieser Zeit abgerissen wurde.
926 belagerten magyarische Reiter Konstanz und plünderten die Klöster St. Gallen, Rheinau und Säckingen, bevor sie von einem aus dem Frickgau stammenden Hirminger und seinem Gefolge auf dem knapp 10 km vom Möhlin/Bürkli entfernten Sisslerfeld (Eiken AG; Münchwilen AG) vernichtend geschlagen wurden. Einzelne Mauern des Kastells könnten teilweise noch bis ins 9. Jahrhundert verwendet worden sein und wurden wohl danach im Zuge des Ausbaues der mittelalterlichen Stadt fast zur Gänze abgetragen. Spätestens in der Amtszeit des Konrad von Konstanz, zwischen 934 und 975 n. Chr., dürften in Konstanz keine antiken Baureste mehr vorhanden gewesen sein. Dieser Bischof gab neben dem Münster eine Kapelle in Auftrag, die dem Heiligen Mauritius geweiht war. In eine Seitennische ließ Konrad eine antike Inschrift einmauern, die er aus dem nahegelegenen Winterthur herbeischaffen ließ. Ursprünglich die Bauinschrift des einst dort gelegenen Kastell Vitudurum, sollte sie durch den Schriftzug Constantius den Betrachter auf das ehrwürdige Alter der nach ihm benannten Stadt hinweisen.

## Kastelle

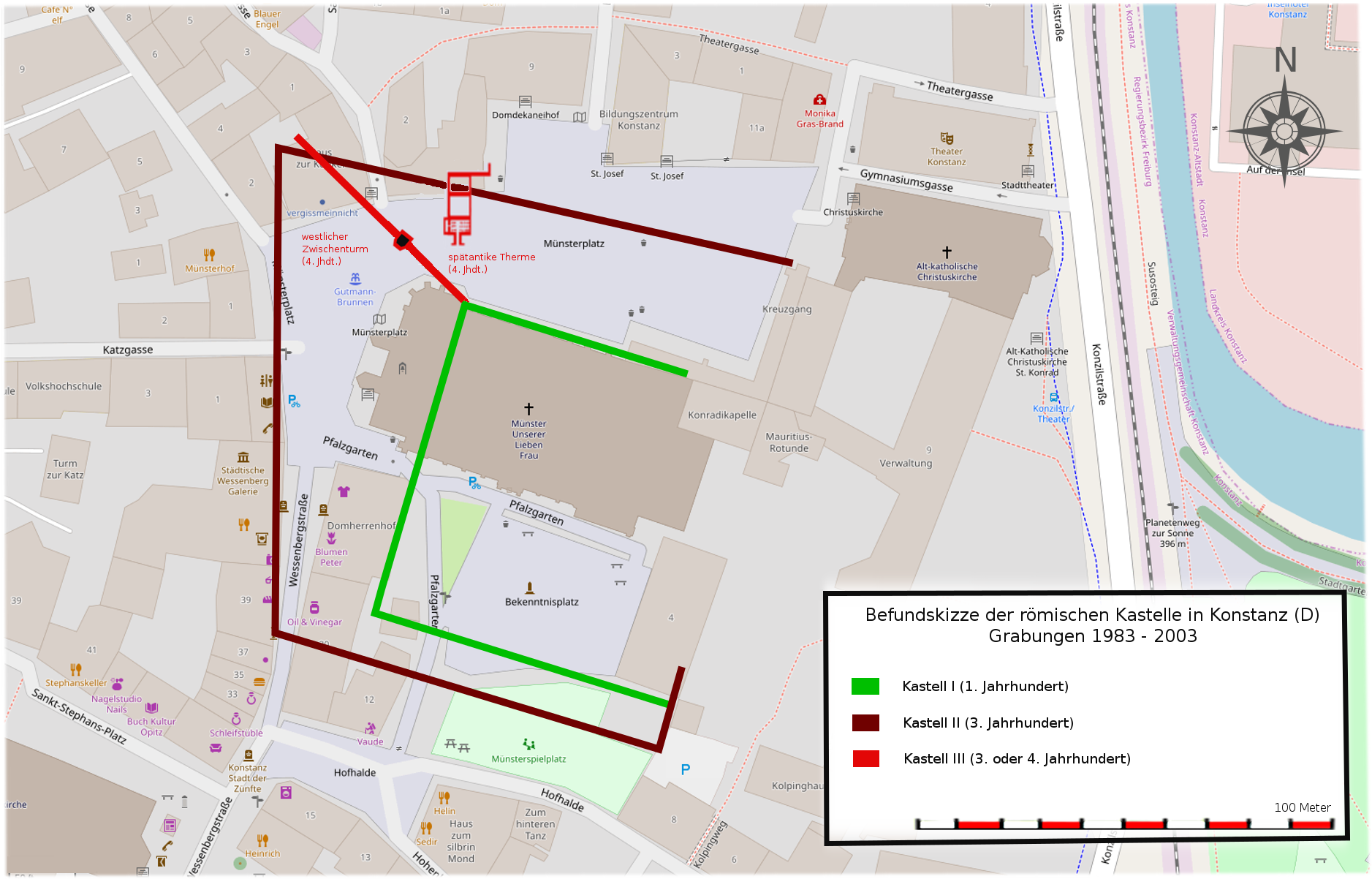
Befundskizze 1983–2003

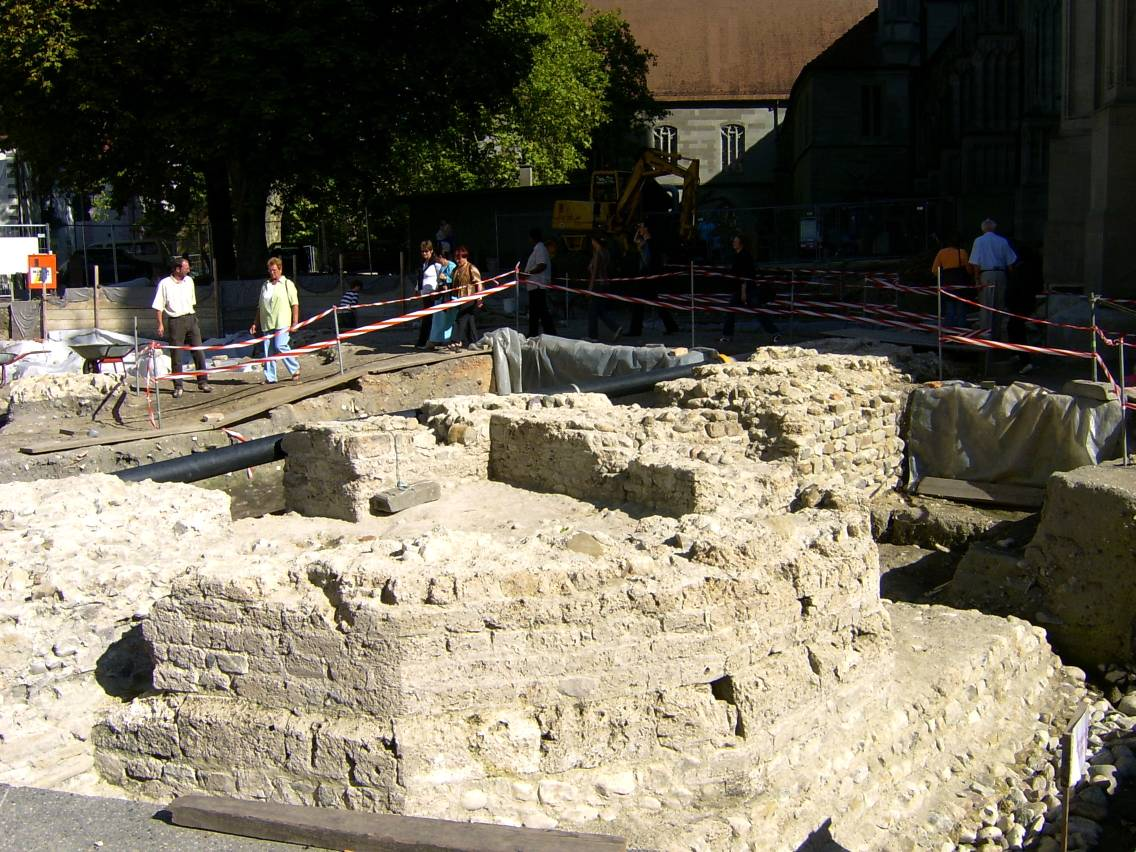
Spätantikes Turmfundament an der Westmauer des Kastells, Grabungszustand im Jahr 2004, Ansicht aus NW (Münsterplatz)

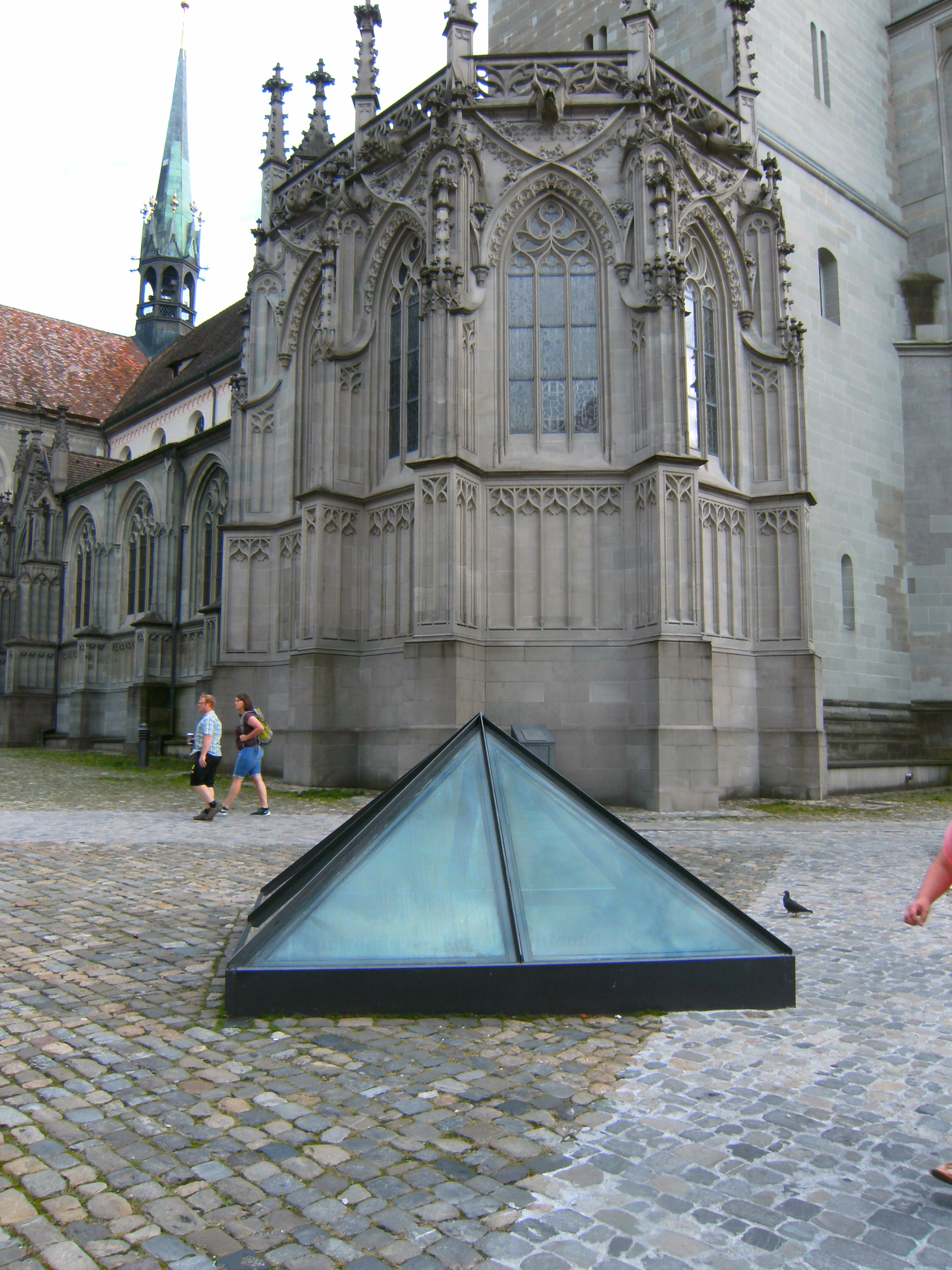
Glaspyramide über den archäologischen Ausgrabungen (Münsterplatz)

Als Keimzelle der Siedlung auf dem Münsterhügel wird ein mehrphasiges Holz-Erde-Kastell vermutet, dass an dessen Süd-, West- und Nordseite mindestens über zwei – zu unterschiedlichen Zeiten angelegte – Wehrgräben verfügte. Für die jüngere dieser Anlagen wird eine Datierung in die 2. Hälfte des 3. Jahrhunderts angenommen. Für Kastell I und II liegen keinerlei Hinweise auf die Bauweise der Wehrmauer oder gar der Innenbauten vor. Die frühen Kastelle sind nur an Verfärbungen in der Erde erkennbar. Zumindest können dort Steingebäude ausgeschlossen werden, so dass sie nur kurze Zeit mit regulären Soldaten belegt gewesen sein können. Ähnliche Befunde im spätrömischen Kastell von Vemania (Isny) lassen vermuten, dass die erste dieser Wehranlagen schon unter Kaiser Probus (276–282 n. Chr.) errichtet wurde. Er wird auf einer Ehreninschrift aus Augsburg als „Erneuerer der Provinzen und der öffentlichen Bauten“ gewürdigt. Entgegen der derzeit noch weit verbreiteten Fachmeinung, dürfte bereits vor der Herrschaft des Diokletian (284–305 n. Chr.) versucht worden sein, die neue Grenze an Rhein und Bodensee zu sichern. Die Spätantike hat in Konstanz eine mächtige Mauer und einen oktogonalen Festungsturm hinterlassen. An der Grabungsstelle im unterirdischen Museum – bei Mauer und Turm – werden die Ergebnisse der Ausgrabungen erklärt.

### Kastell I
Die Reste des ersten, im Grundriss rechteckigen römischen Lagers für ca. 300 Soldaten wurden im Norden des Münsterplatzes aufgedeckt. Von dort aus konnte der Steilabfall zum Rhein überblickt werden. Stratigrafisch gesehen zählten diese Befunde zur ersten römischen Siedlungsperiode und störten die Schuttschicht der Spätlatènezeitlichen Siedlung. Es handelte sich dabei um einen kleinen Ausschnitt des Nordtores. Der das Kastell umgebende Wehrgraben konnte nur im Bereich des Grabenkopfes freigelegt werden. Er besaß hier noch eine Breite von rund 1,5 Meter und eine Tiefe von 0,7 Meter. Er schloss annähernd trapezförmig zu einem mindestens 7 Meter langen Erddamm hin ab, der den Zugang zum Lager ermöglichte. Die beiden Flankentürme waren in der, für frühkaiserzeitliche Anlagen typischen Holzbauweise errichtet worden. Beobachtet werden konnten vier, in einer Reihe angeordnete runde Pfostengruben (Durchmesser. 0,9 Meter), in deren Füllungen sich noch deutlich die Abdrücke der rechteckig zugehauenen, 30 × 30 cm messenden Pfosten abzeichneten. Sie stützten einst den westlichen Torturm, der an seiner Rückseite ca. 6 Meter ins Lagerinnere zurücksprang. Die Tortürme, deren Grundrisse nur mehr durch ihre Pfostengruben erfasst werden konnten, stammen aus augusteischer Zeit (15 v. Chr. – 14 n. Chr.).

### Kastell II
Weitere Grabungen am Münsterhügel ergaben genauere Aufschlüsse über die beiden nachfolgenden Wehranlagen des 3. Jahrhunderts n. Chr., die schon länger bekannt waren. Erkannt werden konnte dabei zunächst der Verlauf der Nordmauer des Lager II. Es hatte einen schiefwinkligen, nach NW verzogenen Grundriss und bedeckte eine Fläche von rund 1,2 ha. Der, nur in einem kurzen Abschnitt am unteren Bereich erfasste, V-förmige Wehrgraben wies eine Breite von 2,8 Meter auf und war noch 1,2 Meter tief erhalten. Seine ursprünglichen Dimensionen konnten 1995 bei baubegleitenden Maßnahmen im Zuge von Kanalisationsarbeiten beobachtet werden. Der Graben wurde an der Südfront des Kastells, in der Wessenbergstraße angeschnitten. Hier war noch das ursprüngliche Laufniveau, 8 Meter breit und 3,5 Meter tief, erhalten. Das aus seiner Füllung geborgene Fundmaterial stammte aus der Zeit nach 260 n. Chr.

### Kastell III
Auffallend ist die große Ähnlichkeit dieses Kastells mit der benachbarten Festung in Stein am Rhein, das laut seiner Bauinschrift unter Kaiser Diokletian um 294 errichtet worden war. Seine Wehrtürme gleichen im Grundriss und den Abmessungen frappant dem Konstanzer Exemplar. Man vermutet, dass beiden Kastelle ein gemeinsamer Bauplan zugrunde liegt. Für die benachbarten spätrömischen Kastelle in Pfyn und Arbon wird ebenfalls ein Gründungsdatum um 300 n. Chr. Das spätantike Kastell bedeckte eine Fläche zwischen 0,7 und 1,0 ha und war nach NNW-SSO ausgerichtet. Entgegen den bisherigen Vermutungen, es habe den gesamten Münsterhügel umfasst – erstreckte es sich von dessen Kuppe nordwärts bis in den Stadtteil Niederburg. Seine wahren Ausmaße betrugen etwa 150 Meter in Nord-Süd-Richtung und 80 Meter in West-Ost-Richtung. Die Topografie des Münsterhügels ließ nicht den klassischen, rechtwinkligen Grundriss zu, der bei spätantiken Kastellen auch eher selten anzutreffen war. Dies entspricht der Größe der benachbarten spätantiken Festungen in Tasgetium (Stein am Rhein, 0,8 ha), Arbor Felix (Arbon, 0,85 ha) und Ad Fines (Pfyn, 1,5 ha). Beidseitig der Hussenstraße, in deren Verlauf der antike Zugang zum Kastell vermutet wird und unter dem Stephansplatz konnten die zum Kastell gehörige Bestattungsplätze nachgewiesen worden.
Auch wenn die Ausdehnung der Festung noch nicht durch Grabungen erschlossen werden konnte, gibt es hierfür doch einige Anhaltspunkte: Nach Süden erstreckte es sich wohl nicht über das Münster hinaus, wie eine 1989 durchgeführte Untersuchung am südlichen Teil des Münsterplatzes bestätigte. Dort stieß man aber auf keine Reste der massiven Wehrmauer, wie dies auch im Norden des Münsterplatz (2003/2004) in Bezug auf die Ostfront des Kastells der Fall war. Die Grabungsfläche erstreckte sich bis zur Christuskirche die im Osten den Platz begrenzt. Die Kastellmauer hätte hier zwischen der Grabungsgrenze und der 5 bis 10 Meter östlich davon verlaufenden antiken Seeufers stehen sollen. Nördlich der Johanneskirche wurden in der Brückengasse zwischen 1983 und 1984 weitere spätantike Mauerreste entdeckt. Nach Art der Bausubstanz und ihrer Ausrichtung fügten sie sich nahtlos in die 2003 aufgedeckten Reste des Kastells ein. In der von Ost nach West verlaufende Inselgasse fehlen bislang jegliche Anzeichen einer spätrömischen Besiedlung. Zusammengefasst endete das Kastell im Süden am Münster, weitere Mauerreste davon fand man in der Brückengasse 5/7, nach Westen reichte es wohl bis zur St.-Johann-Gasse, im Norden markiert dann die Brückengasse/Ecke Inselgasse die Ausdehnung der spätrömischen Festung. Die Mauern erstreckten sich möglicherweise sogar bis zum damaligen Bodenseeufer und schützten einen Hafen (siehe Abschnitt Hafen).
Bei der Grabung am Münsterplatz konnte die Westmauer auf einer Länge von rund 27 Meter freigelegt werden. Die im Aufgehenden noch 0,8 Meter hoch erhaltene, in Zweischalentechnik errichtete Kastellmauer wies hier eine Breite von 2,20 Meter auf. Außen- und innen war sie mit Tuffsteinen verblendet, an denen noch die Reste eines weißen Verputzes zu erkennen waren und noch ca. 80 cm hoch erhalten. Sie ruhte auf einem tiefreichenden, etwas breiteren Fundament aus vermörtelten Bodenseegeröllen. Verstärkt wurde die Umwehrung – zumindest im freigelegten Abschnitt – durch einen aus fünf Seiten des Achtecks gebildeter, 7 Meter breiten und einem im Durchmesser rund 6 Meter großen Wehrturm, der – typisch für spätantike Kastelle – weit aus der Mauerflucht vorkragte. Sein 1,2 Meter starkes Mauerwerk war ebenfalls an beiden Seiten mit Tuffstein verblendet. Das Aufgehende war noch bis zu einer Höhe von 1,40 Meter erhalten. Ursprünglich erreichte er wohl eine Höhe von 13 Meter. Betreten werden konnte er durch eine ebenerdig gelegene Tür an seiner Rückseite. An der Außenfront schloss es mit einem Sockel zu einem massiven, rechteckigen Fundamentplattform hin ab. Diese besonders starke Fundamentierung des Turms war notwendig, da er über einer natürlichen, im Laufe der vorhergehenden römischen Siedlungsperiode aufgeschüttete Rinne, stand deren Füllschichten aber keinen ausreichend festen Grund boten. Trotz dieser Maßnahme bildeten sich im Estrichboden des Turmes, der ebenerdig durch eine 1,20 Meter breite Tür vom Kastellinneren her zu betreten war, Setzungsrisse.

#### Therme
Von den Innenbauten der spätantiken Festung konnte bislang nur das in Stein errichtete Badegebäude ausgegraben werden. Dessen Grundriss wurde in großen Teilen dokumentiert. Im Gegensatz zum Kastell ist das Badegebäude exakt von N-S ausgerichtet. Hier traten auch keine Bodenprobleme wie beim westlichen Zwischenturm auf, da es durchweg auf festen Untergrund stand. Es bestand, neben unbeheizten Kammern, aus einer 22 Meter langen Reihe von drei hintereinander angelegten, mit Fußboden- und Wandheizung versehenen Räumen (sog. Reihenbad). Dort befanden sich das Tepidarium (Warmbad) und das Caldarium (Heißbad). Das am südlichen Ende gelegene, rund. 54 m² große Caldarium war wohl mit drei Heißwasserbecken ausgestattet, die in rechteckige Apsiden platziert waren. Zwei dieser an der West- und Südmauer gelegenen Apsiden konnten bei der Grabung untersucht werden. Eine dritte befand sich vermutlich an der Ostseite des Caldariums. Beheizt wurde es mittels eines an der Südseite befindlichen Praefurnium (Heizraum), das jedoch nicht in Stein erbaut worden war. Die Heißluft strömte über einen breiten Heizkanal in die Hypokausten des Warm- und Heißbades. Die Baubefunde weisen darauf hin, dass man das Bad im Laufe der Spätantike mindestens einmal umgebaut und dabei möglicherweise seine Fläche etwas verkleinert hatte.

## Garnison

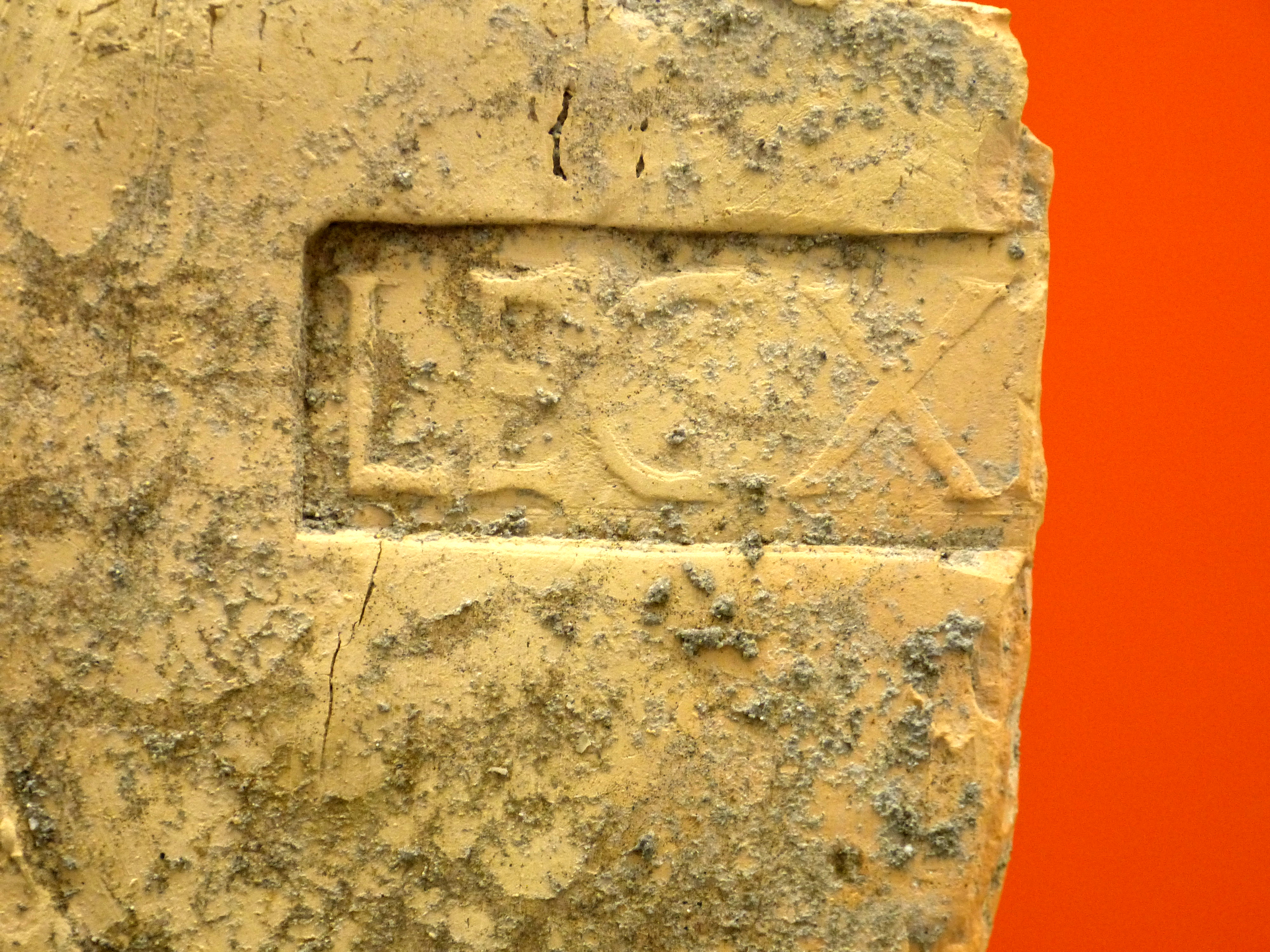
Ziegelstempel der IX. Legion aus Vindonissa im Archäologischen Landesmuseum Baden-Württemberg (Konstanz)

Ob Konstanz auch während der claudischen und flavischen Herrschaftsperiode (41–96 n. Chr.) eine Garnison beherbergt hat, ist nicht bekannt. Selbst der Neufund des Fragments eines Ziegelstempeks der Legio XI Claudia Pia Fidelis, die zwischen 70 und 101 n. Chr. in Vindonissa (Windisch/CH) lag, ist als Beweis hiefür unzureichend. Über die Besatzungen des 2. bis 3. Jahrhunderts n. Chr. ist ansonsten nichts näheres bekannt.
Zweifelsfrei nachgewiesen ist nur die Garnisonseinheit der Spätantike. Laut der um 420 verfassten Notitia dignitatum, einem Almanach und Truppenverzeichnis, unterstand die in Konstanz und Bregenz stationierte römische Marineeinheit einem Praefectus Numeri Barcariorum. Diese Truppe zählte zur Armee des Dux Raetiae. Barbaricariorum bedeutet eigentlich „Goldsticker“ (siehe Brokatstoff). Obwohl auch mehrere Fabricae (Waffenfabriken) in der Notitia erwähnt werden, erscheint diese als Bezeichnung für eine Militäreinheit doch sehr ungewöhnlich. Wie so oft bei diesem Dokument dürfte es sich auch hierbei um einen Abschreibfehler der mittelalterlichen Kopisten handeln. In Wirklichkeit war damit wohl ein Numerus Barcariorum gemeint. Barcariourum („Bootsleute“), wäre auch eine weitaus treffendere Bezeichnung für eine Marineeinheit. Die Flottille dürfte bis etwa 402 an ihren zwei Standorten (Hauptquartier Brigantium) stationiert gewesen sein.

## Hafen
In den Jahren 1943 und 1944 stieß man bei der Anlage eines Luftschutzbunkers an der Hofhalde/Pfalzgarten, südöstlich des Kastell III auf einen Mauerzug, der auf eine Länge von 9 Metern verfolgt werden konnte. Als Beifunde konnten eine große Menge an römischer Keramik geborgen werden, die aus allen Jahrhunderten der römischen Herrschaft über Konstanz stammte. 1953 stieß man bei der Ausschachtung für das Kolpinghaus auf eine weitere Mauer, die ähnlich aufgebaut war. Alfons Beck vermutet, dass sie zum römischen Hafen gehörten, der sich an das Grenzkastell anschloss. Das Hafenbecken war im Mittelalter aufgefüllt worden.

## Zivilsiedlungen

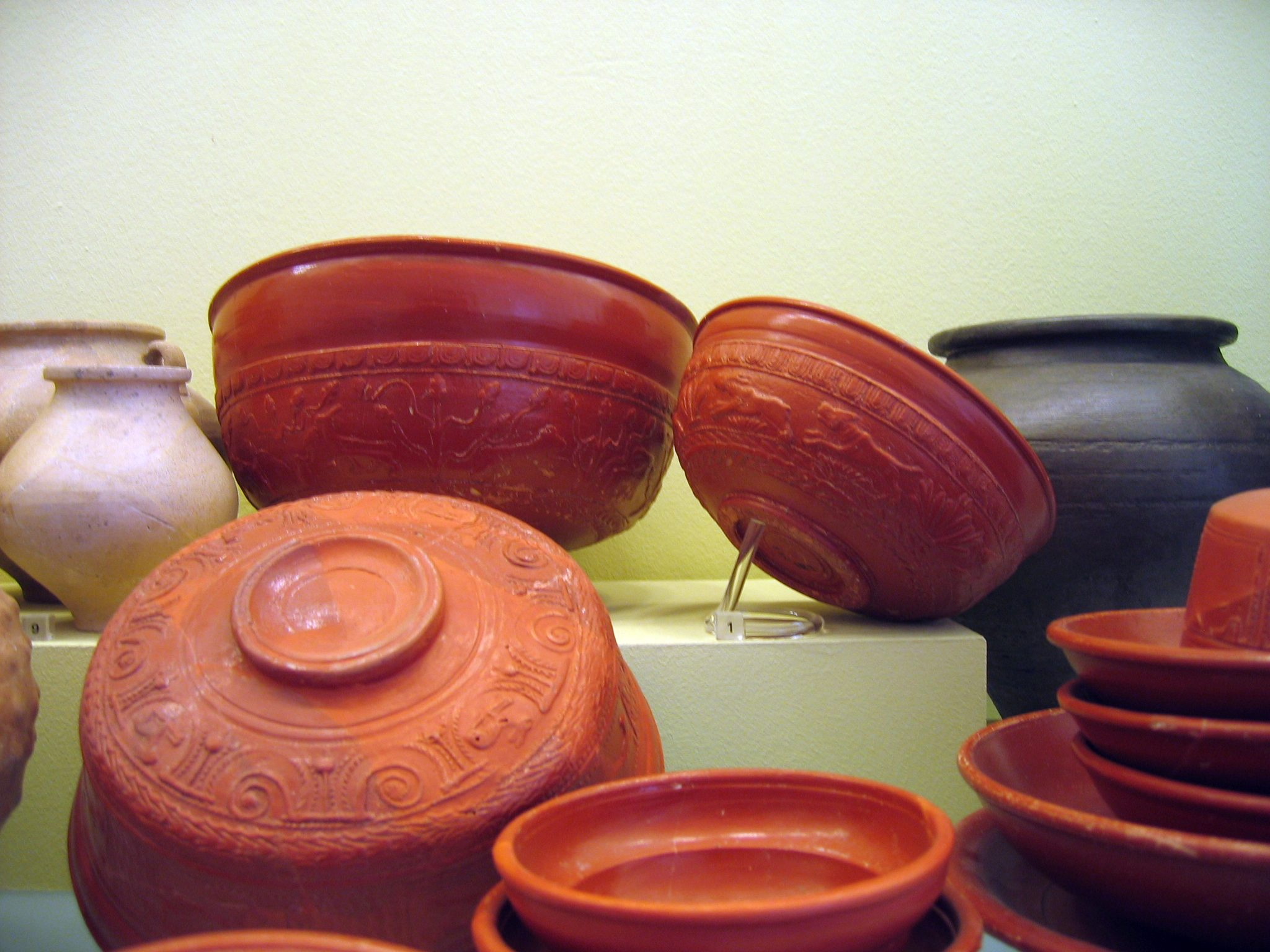
Römische Terra Sigillata, ausgestellt im Archäologischen Landesmuseum Baden-Württemberg (Konstanz)

Die Kelten, vermutlich vom Stamm der Helvetier, siedelten an diesem Ort bereits um 120 v. Chr. im Bereich des heutigen Stadtteils Niederburg. Sie befestigten das Gelände des Münsterhügels mit einem Holz-Erde-Wall und einem 7 Meter breiten und 2,60 Meter tiefen Graben. Die Bedeutung dieser keltischen Siedlung ist noch umstritten. Es könnte sich dabei um eine unbedeutende Fischersiedlung oder ein Oppidum gehandelt haben, wobei sich letztere Annahme auf das Vorkommen von Importkeramik stützt. Möglicherweise siedelten hier auch Sequaner, wie römische Quellen annehmen lassen. Auch das Ende der Keltensiedlung ist ungewiss. Vielleicht durch Ereignisse in der ersten Hälfte des 1. Jahrhunderts v. Chr. oder wegen der Auseinandersetzungen im Zuge des römischen Alpenfeldzugs.
Die römische Siedlung befand sich im Norden des Münsterhügels, zwischen Kastell und Rhein an der heutigen Brückenstraße, in der Literatur auch „Niederburg“ und „Niederwaserburg“ genannt. Es gab wohl drei Siedlungsperioden in Konstanz. Wie Ausgrabungen belegen, hatten schon im 1. vorchristlichen Jahrhundert auf dem Plateau von Münsterplatz und Niederburg auch Römer einfache Holzhäuser errichtet. Diese Siedlung bestand über zwei Bauperioden aus Holz. Im 2. Jahrhundert entstanden hier erste Steinbauten, im 3. Jahrhundert wurde der Ort zweimal neu befestigt. Die Wälle dienten wohl ab den 60er oder 70er Jahren des dritten nachchristlichen Jahrhunderts zum Schutz vor den zunehmenden Angriffen der Alamannen. Offenbar bildete sich auch um die spätrömische Festung – wie meistens – auch in diesem Fall rasch wieder eine zivile Siedlung, sofern es eine solche nicht bereits existierte. Die unweit der Festung gelegenen römischen Badeanlagen, die ebenfalls aus dem 4. Jahrhundert stammen, sind jedenfalls ungewöhnlich groß für diese Zeit. Von diesem Ort sind die Überreste des Bades mit einer Inschriftentafel bekannt. Man nimmt an, dass eine römische Zivil- und Militärsiedlung hier mindestens bis zum Rückzug der Römer 401/402 bewohnt war und danach eine bereits christianisierte römisch-keltische Restbevölkerung zurückblieb. Sie wurde jedoch im Laufe der nächsten 200 Jahre von den Alamannen assimiliert.

## Hinweis
Die Befunde unter dem nördlichen Münsterplatz sind für die Öffentlichkeit nur durch eine versenkbare Treppe zugänglich. Um den neu gestalteten Platz nicht durch einen überdachten Zugang optisch zu beeinträchtigen, wurde die Kastellruine als unterirdische Ausstellung durch eine Luke sowie die „Pyramide am Münsterplatz“, einen Lichtschacht, der Öffentlichkeit bei Führungen zugänglich gemacht. Die Führungszeiten sind auf einer kleinen Tafel angegeben, welche direkt neben dem Eingang steht. Die wichtigsten Funde werden in einer Dauerausstellung im Archäologischen Landesmuseum Baden-Württemberg in Konstanz gezeigt.

## Zeittafel
- 1. Jhdt. v. Chr.: Die Kelten befestigen das Gelände des Münsterhügels mit einer Holz-Erde-Mauer und einem Graben.
- 1. Jhdt. n. Chr.: Die keltische Siedlung wird von den Römern zerstört und stattdessen ein Kastell errichtet, dass jedoch schon in der zweiten Hälfte des Jhdt. seine militärische Bedeutung wieder verliert. An der Stelle des Kastells entsteht eine Zivilsiedlung.
- um 300: Das spätrömische Kastell wird errichtet. Namensgebend ist einer der konstantinischen Kaiser.
- um 600: Konstanz wird zum Bischofssitz erhoben. In den darauffolgenden Jahren werden an das römische Kastell im Süden der ummauerter Bischofssitz und im Norden, im Bereich Niederburg, ein befestigtes Handwerkerquartier angebaut.
- 9. Jhdt.: Die letzten Mauerreste des Kastells werden abgetragen.